# Pobrzeże Gdańskie

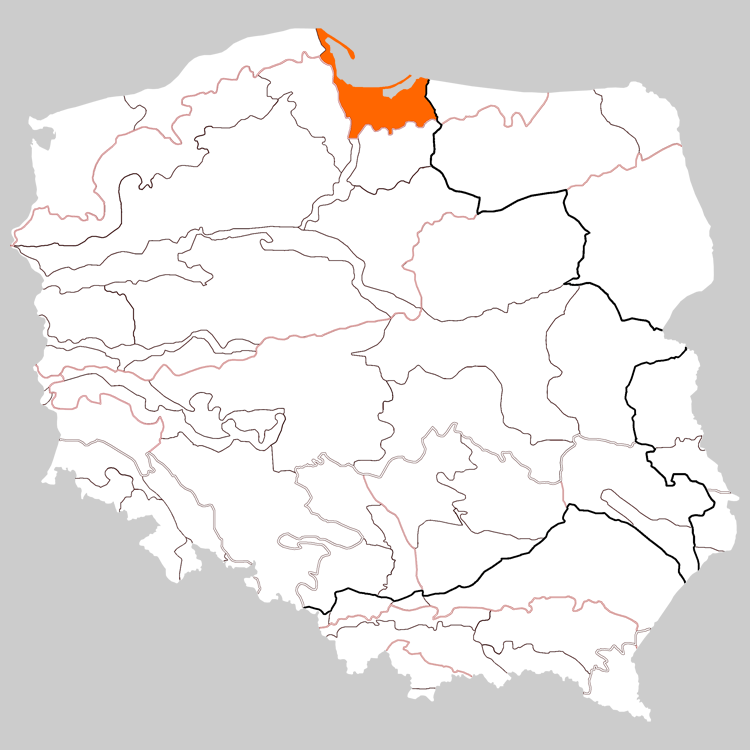
Karte der Pobrzeże Gdańskie

Die Pobrzeże Gdańskie (313.5) (deutsch Danziger Becken) ist eine geomorphologische Makroregion in Polen.
Die Region erstreckt sich entlang der Danziger Bucht über die Küstengebiete der Woiwodschaften Pommern und Ermland-Masuren. Sie ist Teil der übergeordneten Regionen Pobrzeża Południowobałtyckie (313; übersetzt Südbaltisches Küstenland) und diese wiederum des Mitteleuropäischen Tieflands (31; polnisch Niż Środkowoeuropejski).
Die Makroregion Pobrzeże Gdańskie nimmt ca. 4500 km² um die Danziger Bucht ein und gliedert sich in die folgenden Mesoregionen:
- Pobrzeże Kaszubskie (313.51; Kaschubische Küste)
- Mierzeję Helską (313.52; vgl. Halbinsel Hel)
- Mierzeja Wiślana (313.53; erweiterte Danziger Nehrung)
- Żuławy Wiślane (313.54; verkleinertes Weichsel-Nogat-Delta)
- Wysoczyznę Elbląską (313.55; Elbinger Höhe)
- Równina Warmińska (313.56; Ermländische Ebene)
- Wybrzeże Staropruskie (313.57; Altpreußische Küste)